# La Croisille-sur-Briance
La Croisille-sur-Briance település Franciaországban, Haute-Vienne megyében. Lakosainak száma 690 fő (2022. január 1.). La Croisille-sur-Briance Châteauneuf-la-Forêt, Chamberet, Meilhards, La Porcherie, Saint-Gilles-les-Forêts, Saint-Méard, Saint-Vitte-sur-Briance, Surdoux és Sussac községekkel határos.

## Népesség
A település népességének változása:
| Lakosok száma | 706  | 690  | 679  | 641  | 630  | 624  | 613  | 651  | 690  |
|               | 2013 | 2015 | 2016 | 2017 | 2018 | 2019 | 2020 | 2021 | 2022 |